# Sutay Jawo
Sutay Jawo (* im 20. Jahrhundert) ist ein gambischer Politiker.

## Leben
| Parlamentswahl | Stimmen    | Stimmanteil |
| -------------- | ---------- | ----------- |
| 2002           | einstimmig | 100,00 %    |

Sutay Jawo trat als Kandidat der Alliance for Patriotic Reorientation and Construction (APRC) bei den Parlamentswahlen in Gambia 2002 im Wahlkreis Kiang Central an. Mangels Gegenkandidaten erlangte er einen Sitz in der Nationalversammlung. Bei den Wahlen 2007 trat Jawo nicht an.